# Papyrus Berlin 17213
Der Papyrus Berlin 17213 (Nr. 995 nach Rahlfs) ist das Fragment eines Papyruskodex aus dem 3. Jahrhundert. Es enthält Teile aus dem 1. Buch Mose (Genesis) 19.11–13, 17–19 in griechischer Sprache.
Das Fragment befindet sich heute im Ägyptischen Museum in Berlin, Signatur Papyrus 17213.